# Ludwika Press
Ludwika Blanka Press (ur. 8 lipca 1922 w Prużanie, zm. 4 grudnia 2006) – polska badaczka antyku, archeolożka. 

## Życiorys
Córka Rozalii i Donata, zamordowanego w Katyniu lekarza wojskowego. Ludwikę Press wraz z matką już w kwietniu 1940 wywieziono do Kazachstanu. Pod koniec zesłania została nauczycielką w polskiej szkole w Ajaguzie, była kierowniczką literacką polskiej sekcji artystycznej przy lokalnym oddziale Związku Patriotów Polskich. Repatriowała się z matką w 1946. Po krótkim pobycie w Szczecinie, znalazły się we Wrocławiu. Ludwika Press ukończyła na tamtejszym uniwersytecie studia anglistyczne (1949) oraz archeologiczne (1952). Była uczennicą Edmunda Bulandy, Władysława Podlachy i Kazimierza Majewskiego. W 1949 podjęła pracę w Komisji Egzaminów Magisterskich na Wydziale Humanistycznym UWr. Prowadziła w latach 1946–1948 dodatek dla dzieci „Mały Ślązak”, dodatek do„Kuriera Wrocławskiego”. W trakcie studiów była asystentką w Katedrze Archeologii Klasycznej, pracowała także dla rocznika „Archeologia”. W tym samym roku otrzymała aspiranturę na Uniwersytecie Warszawskim. W 1958 obroniła na UW napisany pod kierunkiem K. Majewskiego doktorat Społeczeństwo Krety w epoce brązu w świetle zabytków osadnictwa i budownictwa. Tam też habilitowała się w 1967 na podstawie rozprawy Architektura w ikonografii przedgreckiej. Tytuł profesor zwyczajne uzyskała w 1987. Od 1956 do 1992 pracowała w Katedrze Archeologii Śródziemnomorskiej (następnie Instytucie Archeologii UW). W latach 1981–1987 była wicedyrektorką Instytutu. W latach 1958–1961 wykładała na pół etatu na Uniwersytecie Marii Curie-Skłodowskiej. Była członkinią Komitetu Nauk o Kulturze Antycznej PAN i International Association for Classical Archaeology. Kierowała Ośrodkiem Badań Archeologicznych UW – Novae. Pełniła funkcję redaktorki naukowej rocznika „Novensia” i przewodniczącej rady naukowej OBA. 
Jej zainteresowania naukowe koncentrowały się wokół: kultury egejskiej, starożytnej kultury materialnej, architektury prowincjonalno-rzymskiej, kultury Cyklad. Jej dorobek przyczynił się do rozwoju archeologii egejskiej w Polsce. Opublikowała 244 prace, w tym 9 książek, była redaktorką 11 publikacji. Wśród wypromowanych przez nią doktorów znalazł się Piotr Dyczek. 
Odznaczona m.in. Orderem Odrodzenia Polski, Krzyżem Zasługi i Medalem Komisji Edukacji Narodowej.
Pochowana na Cmentarzu Komunalnym Północnym w Warszawie.

## Wybrane publikacje
- Problemy periodyzacji budownictwa sakralnego na Krecie w III i II tysiącleciu p.n.e., Warszawa: Polskie Towarzystwo Archeologiczne 1956.
- Budownictwo sepulkralne Krety w trzecim i drugim tysiącleciu przed naszą erą, Warszawa: Instytut Historii Kultury Materialnej PAN 1957.
- Atrakcje dla ludzi i bogów: o rozrywkach w świecie antycznym, Warszawa: Państwowe Zakłady Wydawnictw Szkolnych 1961.
- (współautor: Maria Nowicka), Od Fanagorii do Apollonii: z dziejów antycznych miast nad Morzem Czarnym, Warszawa: Państwowe Wydawnictwo Naukowe 1962.
- Budownictwo egejskie, Wrocław: Zakład Narodowy im. Ossolińskich – Wydawnictwo Polskiej Akademii Nauk 1964 (wyd. 2 zmienione Warszawa: Wydawnictwa Uniwersytetu Warszawskiego 1986).
- Architektura w ikonografii przedgreckiej, Wrocław: Zakład Narodowy im. Ossolińskich 1967.
- Życie codzienne na Krecie w państwie króla Minosa, Warszawa: PIW 1972. Przekład czeski: Stará Kréta život za časů krále Mínóa, z polského originálu přeložil Josef Vlášek, Praha: Panorama 1978.
- Pożegnanie z Minosem: z notatnika podróży w antyczną przeszłość Sycylii, Wrocław: Zakład Narodowy im. Ossolińskich 1978.